# Discographie de Doro
Doro Pesch est une musicienne allemande qui commença sa carrière au début des années 1980 avec divers groupes tels Snakebite et Beast. Doro enregistre une démo de sept titres en 1981 avec le groupe Beast, qui compose déjà trois membres originaux du groupe Warlock dont la chanteuse Doro Pesch.
Elle rejoint en 1982 le groupe de heavy metal Warlock, dans lequel elle décroche son premier contrat signé par un label belge (Mausoleum Records) pour le premier album du groupe, Burning the Witches sorti en 1984. Le second album de Warlock est publié l'année suivante en 1985 et intitulé Hellbound. Le troisième album studio, True as Steel, sort en 1986 et atteint le meilleur classement de la discographie de Warlock en Allemagne avec la 18e position. Le quatrième album Triumph and Agony est produit aux États-Unis et entre même dans les charts américains le 9 avril 1988 à la 80e position. En 1988, tous les membres de Warlock excepté Doro, sont remplacés par des musiciens américains et marque la fin du groupe en raison de problèmes juridiques concernant les droits sur le nom et le logo.
Doro débute alors sa carrière solo en enregistre son premier album, Force Majeure. Album enregistré sous le label Vertigo Records, label avec lequel Doro signe jusqu'à 1995, pour quatre albums studio. Le succès espéré n'étant pas au rendez-vous, son deuxième album est produit par le bassiste du groupe Kiss Gene Simmons et est intitulé Doro. Doro sort en 1990 et est le dernier album publié aux États-Unis jusqu'à la sortie de l'album Calling the Wild, en 2000, dix ans après.

## Albums

### Snakebite
- 1983 - Jolly Joker

### Beast
- 1983 - Paradies

### Warlock
| Année         | Titre                              | Label(s)                                                   | Charts              |
| Albums studio |                                    |                                                            |                     |
| 1984          | Burning the Witches                | Phonogram, Mausoleum Records, Mercury Records (États-Unis) | ALL: #39            |
| 1985          | Hellbound                          | Vertigo Records, Mercury Records (États-Unis)              | ALL: #53            |
| 1986          | True as Steel                      | Vertigo Records, Mercury Records (États-Unis)              | ALL: #18            |
| 1987          | Triumph and Agony                  | Vertigo Records, Mercury Records (États-Unis)              | ALL: #23 / SUI: #30 |
| Compilations  |                                    |                                                            |                     |
| 1991          | Rare Diamonds                      | Vertigo Records                                            | ALL: #37 / SUI: #33 |
| 1999          | Earth Shaker Rock                  | Connoisseur Collection                                     |                     |
| Singles       |                                    |                                                            |                     |
| 1984          | Without You / Burning the Witches  | Mausoleum Records                                          |                     |
| 1985          | All Night / Hellbound              |                                                            |                     |
| 1986          | You Hurt My Soul (On and On)       | Phonogram, Vertigo                                         |                     |
| 1987          | All We Are / Metal Tango           |                                                            |                     |
| 1987          | East Meets West / I Rule the Ruins |                                                            |                     |
| 1987          | Für Immer / Metal Tango            | Vertigo                                                    |                     |

### Doro

#### Albums studio
| Année | Titre              | Label(s)                                      | Charts              |
| 1989  | Force Majeure      | Vertigo, Mercury, PolyGram                    | SUI: #12            |
| 1990  | Doro               | Vertigo, Phonogram                            | SUI: #22            |
| 1991  | True at Heart      | Vertigo                                       | SUI: #26            |
| 1993  | Angels Never Die   | Vertigo, Phonogram                            | SUI: #31            |
| 1995  | Machine II Machine | Vertigo, Phonogram, Mercury                   | SUI: #38 / ALL: #9  |
| 1998  | Love Me in Black   | Warner Elektra Atlantic                       | ALL: #5             |
| 2000  | Calling the Wild   | Steamhammer, Koch Records, Nippon Crown Music | ALL: #5             |
| 2002  | Fight              | Steamhammer                                   | SUI: #100 / ALL: #6 |
| 2006  | Warrior Soul       | AFM Records, CD-Maximum                       | ALL: #5             |
| 2009  | Fear No Evil       | AFM Records                                   | SUI: #56 / ALL: #6  |
| 2012  | Raise Your Fist    |                                               |                     |

#### Albums live
- 1993 : Doro Live
- Avec Saxon au Graspop festival 2007

#### Compilations
- 1991 : Rare Diamonds
- 1995 : A Whiter Shade Of Pale
- 1998 : The Ballads
- 1998 : Best Of
- 2000 : Doro
- 2004 : Classic Diamonds
- 2006 : 20 Years A Warrior Soul

#### E.P
- 1989 : Hard Times
- 1995 : Machine II Machine: Electric Club Mixes
- 2004 : Let Love Rain On Me
- 2005 : In Liebe Und Freundschaft
- 2007 : All We Are - The Fight
- 2009 : Herzblut

#### Singles
- 1993 : Bad Blood
- 2000 : Burn It Up
- 2000 : Ich will Alles
- 2001 : White Wedding
- 2005 : We're Like Thunder